# Verwaltungsgemeinschaft Henfenfeld
Die Verwaltungsgemeinschaft Henfenfeld liegt zentral im Landkreis Nürnberger Land östlich von Lauf an der Pegnitz und wird von folgenden Gemeinden gebildet:
1. Engelthal, 1112 Einwohner, 13,63 km²
2. Henfenfeld, 1771 Einwohner, 6,64 km²
3. Offenhausen, 1587 Einwohner, 22,50 km²

Sitz der 1978 gegründeten Verwaltungsgemeinschaft ist Henfenfeld.